# Milano-Torino 1996
La Milano-Torino 1996, ottantunesima edizione della corsa, fu disputata il 16 ottobre 1996, per un percorso totale di 206 km. Venne vinta dall'italiano Daniele Nardello giunto al traguardo con il tempo di 4h43'37" alla media di 43,58 km/h.
Alla partenza 176 ciclisti, 103 di essi portarono a termine la gara.

## Ordine d'arrivo (Top 10)
| Pos. | Corridore            | Squadra       | Tempo    |
| ---- | -------------------- | ------------- | -------- |
| 1    | Daniele Nardello     | Mapei-GB      | 4h43'37" |
| 2    | Stefano Zanini       | Gewiss        | a 3"     |
| 3    | Laurent Jalabert     | ONCE          | s.t.     |
| 4    | Richard Virenque     | Festina-Lotus | s.t.     |
| 5    | Francesco Casagrande | Saeco         | s.t.     |
| 6    | Michele Bartoli      | MG Maglificio | s.t.     |
| 7    | Massimo Apollonio    | Scrigno       | s.t.     |
| 8    | Andrea Peron         | Motorola      | s.t.     |
| 9    | Valentino Fois       | Panaria       | s.t.     |
| 10   | Fabian Jeker         | Festina-Lotus | s.t.     |